# Grewia forbesii
Grewia forbesii là một loài thực vật có hoa trong họ Cẩm quỳ. Loài này được Harv. ex Mast. mô tả khoa học đầu tiên năm 1868.